# Municipio de Arcade (Kansas)
El municipio de Arcade (en inglés: Arcade Township) es un municipio ubicado en el condado de Phillips en el estado estadounidense de Kansas. En el año 2010 tenía una población de 97 habitantes y una densidad poblacional de 1,05 personas por km².

## Geografía
El municipio de Arcade se encuentra ubicado en las coordenadas 39°47′18″N 99°14′0″O / 39.78833, -99.23333. Según la Oficina del Censo de los Estados Unidos, el municipio tiene una superficie total de 92.4 km², de la cual 92,37 km² corresponden a tierra firme y (0,03 %) 0,02 km² es agua.

## Demografía
Según el censo de 2010, había 97 personas residiendo en el municipio de Arcade. La densidad de población era de 1,05 hab./km². De los 97 habitantes, el municipio de Arcade estaba compuesto por el 94,85 % blancos, el 1,03 % eran amerindios y el 4,12 % eran de una mezcla de razas. Del total de la población el 5,15 % eran hispanos o latinos de cualquier raza.